# Joel Sánchez
Joel Sánchez Ramos (Zapotiltic, 1974. augusztus 17. – ) mexikói válogatott labdarúgó, edző.

## Pályafutása

### Klubcsapatban
1991 és 1999 között a CD Guadalajara játékosa volt. Az 1999–2000-es szezonban a Club América csapatában játszott, majd visszatért a Guadalajarához. 2004-ben a Veracruz, 2004 és 2005 között a Dorados de Sinaloa, majd ismét a Veracruz játékosa volt. 2007 és 2011 között a Querétaro FC tagja volt, de 2007 és 2010 között a Tecosban, 2010 és 2011 között pedig a Veracruzban játszott kölcsönben.

### A válogatottban
1996 és 1999 között 32 alkalommal szerepelt az mexikói válogatottban és 3 gólt szerzett. Részt vett az 1998-as világbajnokságon, az 1997-es és az 1999-es Copa Américán illetve tagja volt az 1999-es konföderációs kupán aranyérmet szerző csapatnak is. 

## Sikerei, díjai
CD Guadalajara
- Mexikói bajnok (1): Verano 1997

Mexikó
- Konföderációs kupa győztes (1): 1999
- Copa América bronzérmes (2): 1997, 1999